# Constantine (Vully-les-Lacs)
Constantine (toponimo francese) è una frazione di 327 abitanti del comune svizzero di Vully-les-Lacs, nel Canton Vaud (distretto della Broye-Vully).

## Storia

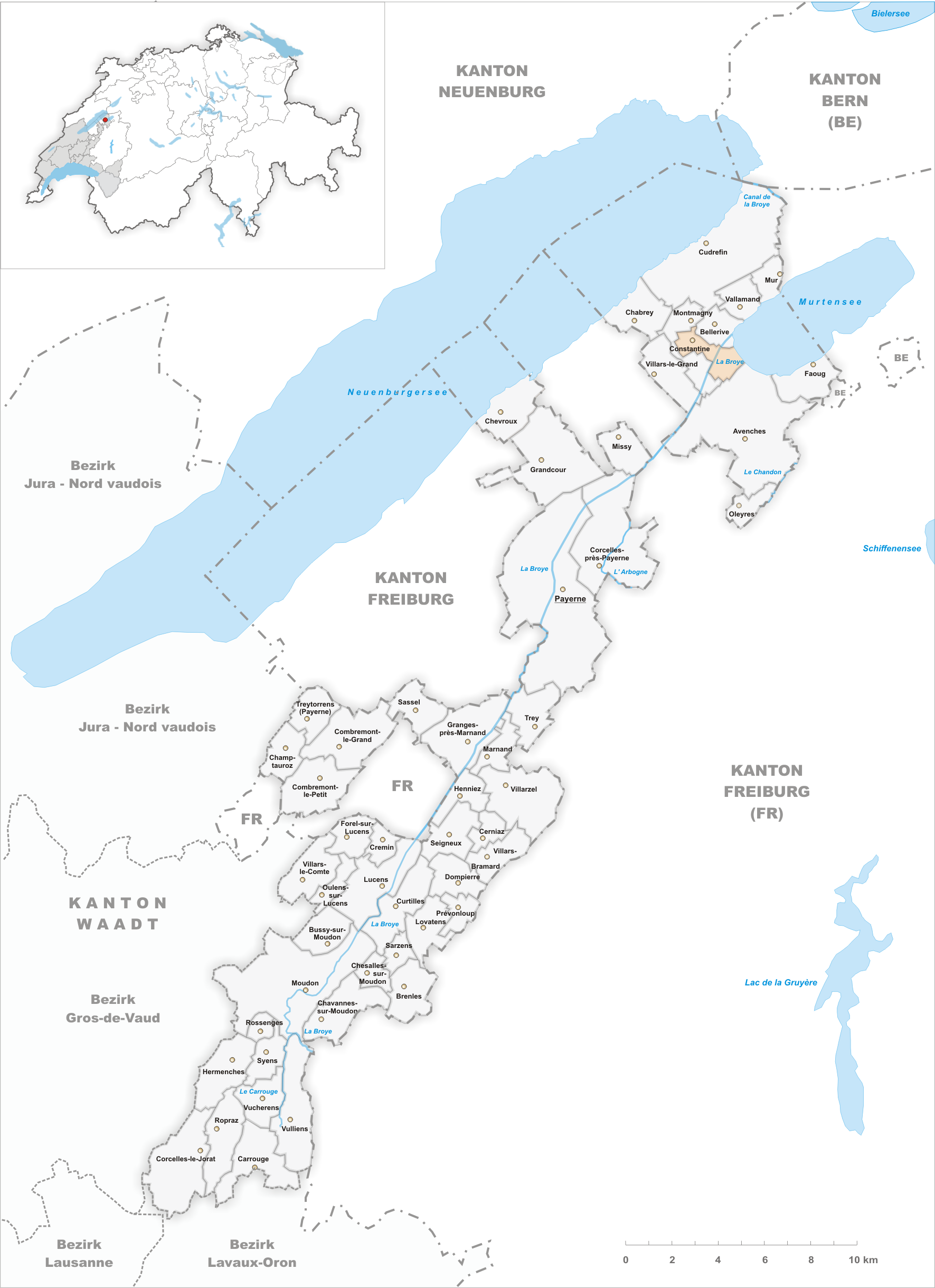
Il territorio del comune di Constantine prima degli accorpamenti comunali del 2011

Già comune autonomo dal quale nel 1811 era stata scorporata la località di Montmagny, divenuta comune autonomo, che si estendeva per 2,83 km² e che comprendeva anche la frazione di Salavaux, nel 2011 è stato accorpato agli altri comuni soppressi di Bellerive, Chabrey, Montmagny, Mur, Vallamand e Villars-le-Grand per formare il nuovo comune di Vully-les-Lacs.

### Simboli
Lo stemma comunale venne adottato ufficialmente nel 1929. Si basa su un sigillo del villaggio del XVII secolo, che raffigurava un ramo di una pianta non identificabile. I colori furono aggiunti solo nel 1929.

## Monumenti e luoghi d'interesse
- Chiesa di San Martino, ricostruita nel 1675-1680[2].

## Società

### Evoluzione demografica
L'evoluzione demografica è riportata nella seguente tabella:
Abitanti censiti

## Amministrazione
Ogni famiglia originaria del luogo fa parte del cosiddetto comune patriziale e ha la responsabilità della manutenzione di ogni bene ricadente all'interno dei confini della frazione.